# Red Blooded Woman
„Red Blooded Woman” este un cântec al interpretei australiene Kylie Minogue de pe cel de-al nouălea său album de studio, Body Language (2003). Compusă de Johnny Douglas și Karen Poole și produsă de Douglas, piesa a fost încadrată în genurile muzicale hip hop și synth-pop. Aceasta conține un ante-refren „Boy! Boy!”, secvență vocală modificată prin intermediul unui vocoder, și acompaniament vocal asigurat de un cor evanghelic. Înregistrarea a fost lansată la 1 martie 2004 în întreaga lume sub egida casei de discuri Parlophone drept cel de-al doilea disc single extras de pe album.
Cântecul a primit recenzii pozitive din partea criticilor de specialitate, majoritatea lăudând producția și comparându-l cu lucrările artiștilor americani Justin Timberlake și Timbaland. Din punct de vedere comercial, single-ul a avut o performanță bună în piețele muzicale principale ale lui Minogue, Australia și Regatul Unit, debutând în top cinci în clasamentele din ambele țări. De asemenea, melodia a obținut poziții de top zece în Danemarca și Italia, ocupând locul întâi în România, și s-a clasat în top douăzeci în Germania și Noua Zeelandă. Single-ul a fost premiat cu discul de aur de către Recording Industry Association of New Zealand (RIANZ) pentru vânzările de peste 7.500 de unități.
Un videoclip muzical pentru „Red Blooded Woman” a fost regizat de Jake Nava și o prezintă pe Minogue dansând seducător pe melodie în diverse locații, precum într-un trafic aglomerat sau în fața unui camion. Artista a cântat piesa în concertul special Money Can't Buy și la emisiuni televizate precum Late Show with David Letterman și Top of the Pops. Melodia a fost interpretată în trei turnee ale lui Minogue – Showgirl: The Greatest Hits Tour, Showgirl: The Homecoming Tour, și For You, for Me.

## Informații generale și structură muzicală
În urma succesului global al celui de-al optulea său album de studio, Fever, Minogue a început ulterior să lucreze la cel de-al nouălea său album de studio, Body Language. Având ca scop principal crearea unui album dance-pop inspirat de muzica electronică a anilor '80, Minogue a cooptat colaboratori precum Johnny Douglas (cu care a lucrat anterior la albumul Light Years) și Karen Poole. Duetul a compus melodia „Red Blooded Woman” împreună, în timp ce Douglas s-a ocupat de producția cântecului. Piesa a fost selectată drept cel de-al doilea disc single extras de pe Body Language și lansată la nivel mondial la 1 martie 2004. În Regatul Unit, lansarea a avut loc la 10 martie 2004.
Din punct de vedere muzical, „Red Blooded Woman” este un cântec hip hop și synth-pop, ultimul fiind un gen muzical pe care Minogue l-a experimentat pentru prima oară în cadrul albumului. Melodia conține un ante-refren „Boy! Boy!” modificat prin intermediul unui vocoder, și „la la la-uri îndulcitoare” repetate în secvența intermediară. Un cor evanghelic de bărbați asigură acompaniamentul vocal într-o manieră „fantomatică”, potrivit redactorului Sal Cinquemani de la revista Slant Magazine. În mod similar cu numeroase cântece de pe albumul Body Language, „Red Blooded Woman” conține o referință către muzica anilor '80: versul „You got me spinning round, round, round, round like a record” face aluzie la single-ul „You Spin Me Round (Like a Record)” lansat de formația britanică Dead or Alive în anul 1985. Versiuni remix realizat de artiștii electronica englezi Narcotic Thrust și Whitey au fost incluse pe lansarea vinil 12-inch.

## Receptare

### Critică

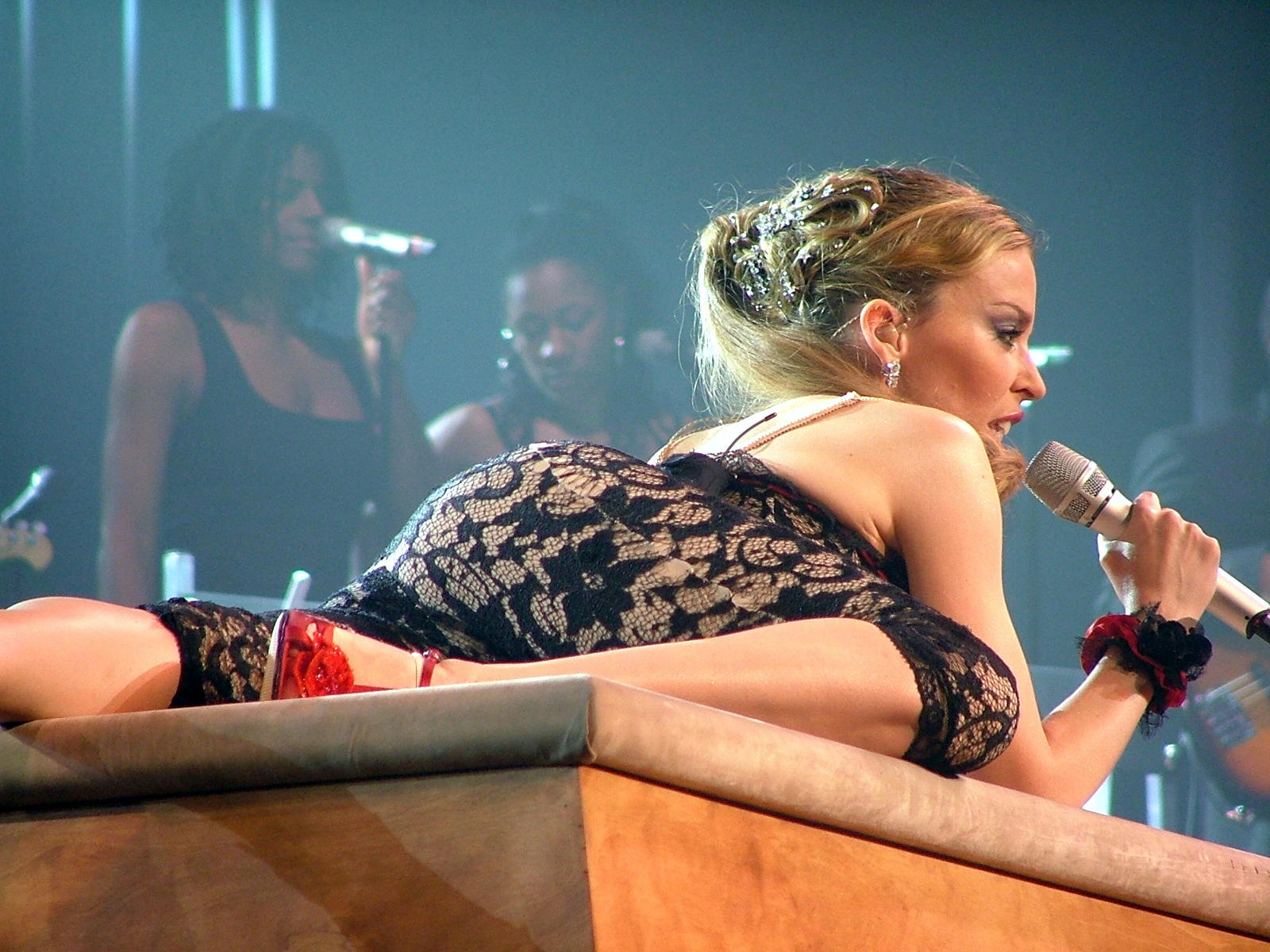
Minogue interpretând cântecul în turneul Showgirl: The Greatest Hits (2005)

Keith Claufield de la revista Billboard l-a considerat un punct culminant al albumului și a fost de părere că melodia este „un verișor a lui «Cry Me a River» de la Justin Timberlake.” Michael Paoletta de la publicația menționată anterior a numit piesa „un număr de hip-hop sexy, săltăreț și cu un beat puternic ce sună asemănător cu o producție Timbaland”. Redactorul a concluzionat prin a spune că „[«Red Blooded Woman»] merită cu siguranță o șansă la succes [în clasamentele] mainstream top 40 și rhythmic”. Asemănător cu Paoletta, Sal Cinquemani de la Slant Magazine a comparat producția cântecului cu lucrările lui Timbaland. . Ante-refrenul „Boy! Boy!” și stilul synthpop au fost lăudate de revista Spin, considerând că ele „demonstrează că, până și în secolul XXI, lui Kylie ii se potrivesc anii '80.” În timpul unei recenzii pentru revista NME, John Robinson a fost de părere că „Red Blooded Woman” este mai bun decât „Slow”, primul disc single extras de pe album, numindu-l „un șlagăr pop excelent și de ultimă oră, în stilul lui Justin Timberlake sau Sugababes.” Adrien Begrand de la revista PopMatters a favorizat „beat-ul aproximativ asemănător cu garage” și a apreciat versul „You'll never get to Heaven if you're scared of getting high.”  Louis Vartel de la website-ul LGBT NewNownext a clasat melodia pe locul patruzeci și sase în clasamentul celor mai bune patruzeci și opt de cântece ale lui Minogue, în onoarea celei de-a patruzeci și opta ei aniversare. Redactorul l-a declarat „o scufundare asudată în stăpânire de sine și farmec sexual”.

### Comercială
Pe plan comercial, „Red Blooded Woman” a debutat pe poziția sa maximă, locul patru, în clasamentul ARIA Singles Chart din Australia. În următoarea săptămână, cântecul a părăsit top zece, coborând pe locul unsprezece. Single-ul a activat pentru o perioadă scurtă, acumulând doar cinci săptămâni de prezență în ierarhie. În Noua Zeelandă, piesa a debutat pe locul treizeci și patru și s-a clasat mai apoi pe locul nouăsprezece, petrecând doisprezece săptămâni în top. A fost premiat cu discul de aur de către Recording Industry Association of New Zealand (RIANZ) pentru vânzările care au depășit pragul de 7.500 de unități.
De-a lungul Europei, melodia a obținut poziții de top douăzeci în numeroase țări. Atât în Danemarca, cât și în Italia, „Red Blooded Woman” a ajuns pe locul zece și a apărut în top douăzeci timp de trei săptămâni. În Elveția, single-ul a obținut o performanță mai bună decât melodia precedentă, „Slow”, clasându-se pe locul cincisprezece în clasamentul Swiss Hitparade. În Germania, piesa a ocupat locul șaisprezece și a activat timp de zece săptămâni în top. Cântecul a obținut cel mai bun succes în România, debutând în primă instanță pe locul nouăzeci și doi, la 25 ianuarie 2004. „Red Blooded Woman” a avut o ascensiune treptată, urcând pe prima poziție șaptesprezece săptămâni mai târziu, la 16 mai 2004, devenind astfel cel de-al doilea single consecutiv al artistei care reușește să ajungă pe locul unu, și al patrulea per total. Single-ul a petrecut două săptămâni neconsecutive pe locul întâi, și a acumulat un total de treizeci și trei de săptămâni de prezență în clasamentul Romanian Top 100. De asemenea, a fost a unsprezecea cea mai difuzată melodie la posturile de radio din România în anul 2004. Piesa a debutat pe locul opt în ierarhia Spanish Singles Chart, coborând o singură poziție până pe locul nouă în următoarea săptămână. A activat pentru o perioadă scurtă de patru săptămâni. „Red Blooded Woman” a debutat pe locul cinci în clasamentul UK Singles Chart, devenind cel de-al douăzeci și șaselea șlagăr de top zece al artistei în Regatul Unit. Piesa a obținut un succes moderat, acumulând nouă săptămâni de prezență în top patruzeci.

## Videoclipul muzical
Videoclipul muzical al cântecului „Red Blooded Woman” a fost regizat de Jake Nava, director englez care a lucrat anterior împreună cu artiști precum Beyoncé și Kelis. Filmările clipului au avut loc în Los Angeles, California, în luna decembrie a anului 2003. Acesta începe cu un cadru al unui trafic aglomerat în care Minogue este blocată. Ea e prezentată stând în scaunul din mașină și cântând melodia, pe măsură ce camera de filmat se apropie în mod repetat de ochii și buzele sale. Ținuta cântăreței este alcătuită dintr-un tricou alb și negru fără mâneci, un corset din mătase, o pereche de blugi cu lanțuri și franjuri la margini, și un bolerou din piele de oaie (acest articol vestimentar a fost donat de Minogue către Centrul de Arte din Melbourne și este expus la colecția Kylie Minogue). Câteva secunde mai târziu, solista se dă jos din vehicul și se îndreaptă jucăuș către o cisternă. Urcându-se pe scara sa, Minogue dansează seducător pe refrenul cântecului. Artista își reia mai apoi mersul pe stradă, moment în care aceasta este acompaniată de doi pui de Dobermann care fug dintr-o mașină din apropiere. După ce se urcă pe bancheta din spate a unei alte mașini, Minogue începe să despacheteze o rochie roșie și se îmbracă cu ea, în timp ce este urmărită de diverși privitori. Pe măsură ce al doilea refren începe, cântăreața este înfățișată dansând împreună cu un grup de dansatori într-o locație diferită. Îmbrăcămintea sa constă într-o bustieră de culoare galben fluorescent, purtată pe dedesubtul unei rochii roz pastel confecționate de casa de modă franceză Balenciaga. Secvența revine înapoi pe stradă, acolo unde Minogue este prezentată urcând într-un camion. Ea stinge luminile și dansează mai apoi într-o ținută diferită, formată dintr-un bikini negru, colanți roșii și mănuși din dantelă. Cu toate acestea, solista părăsește camionul în aceeași ținută roșie purtată mai devreme. Restul videoclipului constă în scene intercalate rapid cu Minogue dansând înăuntrul și în fața camionului, pe o mașină, alături de dansatori, și în apropierea unei bande de motocicliști.

## Interpretări live

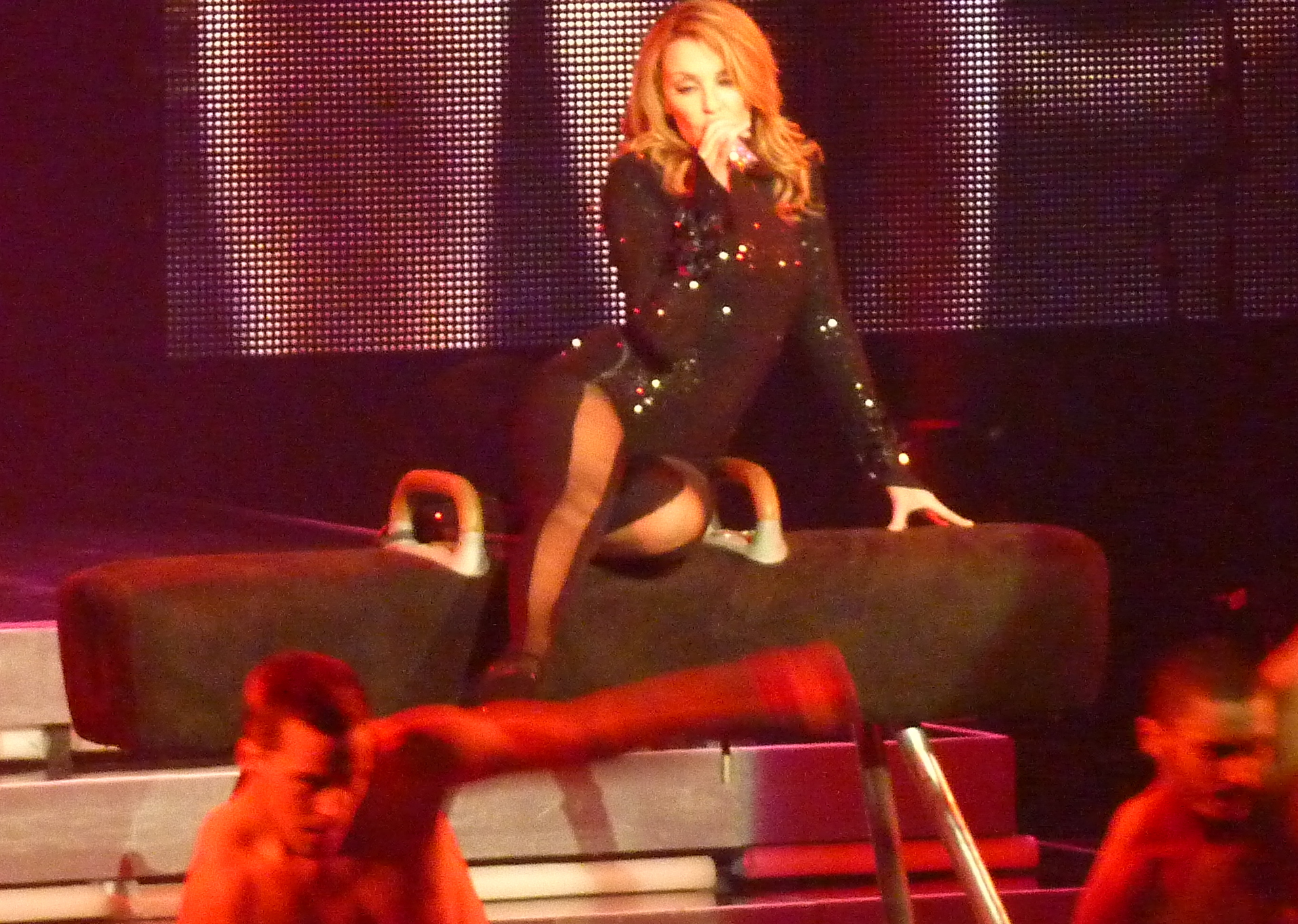
Minogue interpretând cântecul „Red Blooded Woman” într-un concert din cadrul turneului nord-american For You, for Me, 2009

Un concert special, intitulat „Money Can't Buy”, a fost organizat în locația Hammersmith Apollo în Londra, la 15 noiembrie 2003, pentru a marca lansarea albumului Body Language. „Red Blooded Woman” a fost inclus în lista de cântece, fiind interpretat în primul act, „Paris by Night”. Solista a apărut la emisiunea Late Show with David Letterman din Statele Unite la 12 februarie 2004, interpretând melodia acompaniată de dansatori. La 20 februarie 2004, artista a apărut la emisiunea muzicală britanică Top of the Pops pentru a cânta single-ul. Minogue a participat și la gala de premii muzicale ECHO din Germania, organizată la 6 martie 2004, interpretând cântecul.
„Red Blooded Woman” a fost inclus în lista de piese a turneului Showgirl: The Greatest Hits în 2005. Minogue nu a putut să își finalizeze turneului deoarece a fost diagnosticată cu cancer la sân incipient, fiind nevoită să își anuleze toate concertele din Australia. După o perioadă de tratament și recuperare, cântăreața și-a reluat turneul de concerte, intitulat de această dată Showgirl: The Homecoming, în anul 2007, iar „Red Blooded Woman” a fost din nou inclus în lista melodiilor. În anul 2009, solista a interpretat melodia în cadrul primului ei turneu nord-american, For You, for Me. Spectacolul din toate cele trei turnee a conținut un fragment din single-ul „Where the Wild Roses Grow” și a fost precedat de un segment în care numeroși dansatori fac duș pe scenă.

## Ordinea pieselor pe disc și formate
| CD single distribuit în Regatul Unit 1. „Red Blooded Woman” – 4:21 2. „Almost a lover” – 3:40 CD maxi single distribuit în Regatul Unit 1. „Red Blooded Woman” – 4:21 2. „Cruise Control” – 3:52 3. „Slow” (Chemical Brothers remix) – 7:15 Vinil 12" distribuit în Regatul Unit 1. „Red Blooded Woman” (Whitey mix) – 5:20 2. „Slow” (Chemical Brothers remix) – 7:15 3. „Red Blooded Woman” (Narcotic Thrust mix) – 7:10 | CD maxi single distribuit în Australia 1. „Red Blooded Woman” – 4:21 2. „Cruise Control” – 4:55 3. „Almost a lover” – 3:40 4. „Slow” (Chemical Brothers remix) – 7:15 5. „Red Blooded Woman„ (Whitey mix) – 5:22 6. „Red Blooded Woman” (Videoclip muzical) – 4:25 |  |

## Versiuni remix
| Narcotic Thrust Mix - „Red Blooded Woman” (Narcotic Thrust Mix) – 7:10 Whitey Mix - „Red Blooded Woman (Whitey Mix)” – 5:21 | Play Paul Mixes - „Red Blooded Woman (Play Paul Extended Dub)” – 6:43 - „Red Blooded Woman (Play Paul Radio Edit)” – 3:30 |

Notă: Casa de discuri Parlophone a inclus în mod eronat un mixaj demonstrativ al cântecului „Cruise Control”, care a inclus o mostră din single-ul „Gimme the Light” lansat de Sean Paul. Acest lucru a fost rectificat imediat în următoarele lansări din Regatul Unit, iar mixajul corect a fost restabilit.

## Prezența în clasamente
| Țară (clasament 2004)                               | Poziția maximă | Referință |
| --------------------------------------------------- | -------------- | --------- |
| Australia (ARIA)                                    | 4              | [ 42 ]    |
| Austria (Ö3 Austria Top 40)                         | 23             | [ 43 ]    |
| Belgia (Ultratop 50 Flandra)                        | 29             | [ 44 ]    |
| Belgia (Ultratop 50 Valonia)                        | 20             | [ 45 ]    |
| Danemarca (Tracklist)                               | 10             | [ 46 ]    |
| Elveția (Swiss Hitparade)                           | 15             | [ 47 ]    |
| Europa (European Hot 100 Singles)                   | 8              | [ 48 ]    |
| Finlanda (Suomen virallinen lista)                  | 12             | [ 49 ]    |
| Franța (SNEP)                                       | 33             | [ 50 ]    |
| Germania (Official German Charts)                   | 16             | [ 51 ]    |
| Grecia (IFPI Grecia)                                | 14             | [ 52 ]    |
| Irlanda (IRMA)                                      | 9              | [ 53 ]    |
| Italia (FIMI)                                       | 10             | [ 54 ]    |
| Noua Zeelandă (RMNZ)                                | 19             | [ 55 ]    |
| Olanda (Single Top 100)                             | 21             | [ 56 ]    |
| Polonia (Polish Airplay Charts)                     | 11             | [ 57 ]    |
| Regatul Unit (UK Singles Chart)                     | 5              | [ 58 ]    |
| România (Romanian Top 100)                          | 1              | [ 21 ]    |
| Scoția (OCC)                                        | 4              | [ 59 ]    |
| Spania (PROMUSICAE)                                 | 8              | [ 60 ]    |
| Suedia (Sverigetopplistan)                          | 28             | [ 61 ]    |
| Statele Unite ale Americii (Dance Club Songs)       | 24             | [ 62 ]    |
| Statele Unite ale Americii (Dance/Mix Show Airplay) | 1              | [ 63 ]    |
| Ungaria (Mahasz)                                    | 21             | [ 64 ]    |

| Țară (clasament 2004)           | Poziția maximă | Referință |
| ------------------------------- | -------------- | --------- |
| CSI (Tophit)                    | 177            | [ 65 ]    |
| Elveția (Swiss Hitparade)       | 84             | [ 66 ]    |
| Regatul Unit (UK Singles Chart) | 54             | [ 67 ]    |
| România (Romanian Top 100)      | 11             | [ 24 ]    |

## Vânzări și certificări
| \| Țara \| Vânzări/ puncte \| Certificare \| Referințe \| \| -------------------- \| --------------- \| ----------- \| --------- \| \| Noua Zeelandă (RMNZ) \| +5.000 \| \| [68] \| | Note - reprezintă „disc de aur”. |             |           |
| Țara | Vânzări/ puncte                  | Certificare | Referințe |
| Noua Zeelandă (RMNZ) | +5.000                           |             | [ 68 ]    |